# Quincey (Haute-Saône)
Quincey ist eine Gemeinde im französischen Département Haute-Saône in der Region Bourgogne-Franche-Comté. Sie gehört zum Agglomerationsraum Vesoul.

## Geographie
Quincey liegt auf einer Höhe von 255 m über dem Meeresspiegel, etwa zweieinhalb Kilometer südöstlich der Stadt Vesoul (Luftlinie). Das Dorf erstreckt sich im zentralen Teil des Départements, am südöstlichen Rand des Beckens von Vesoul, auf einer Geländeterrasse südlich des Taleinschnitts der Colombine, am Nordostfuß der Hochfläche Montmartine.
Die Fläche des 12,63 km² großen Gemeindegebiets umfasst einen Abschnitt im Bereich des Beckens von Vesoul. Der Hauptteil des Gebietes wird von einer weiten Senke eingenommen, die sich in Richtung Nordwest-Südost erstreckt. Sie weist eine Breite von maximal drei Kilometern auf und liegt durchschnittlich auf 250 m. In diese weite Mulde sind die Täler der Colombine und eines vorzeitlichen Flusses (heute Trockental) rund 30 m eingesenkt. Die Colombine sorgt für die Entwässerung nach Westen zum Durgeon. Nach Nordwesten reicht das Areal bis in die Alluvialebene des Durgeon bei Vesoul hinunter. Diese Ebene liegt im Mittel auf 220 m.
Flankiert wird die Senke im Westen von den Höhen Montmartine (367 m) und Bois du Tilleul (340 m). Mit einem schmalen Streifen erstreckt sich das Gemeindeareal weit nach Südosten in die Hügellandschaft, die sich zwischen den Tälern von Saône und Ognon ausdehnt. Ganz im Südosten befinden sich der Bois de Belle Côte und die Höhe von La Taille, auf der mit 408 m die höchste Erhebung von Quincey erreicht wird.
In strukturgeologischer Hinsicht ist das Gebiet um Quincey kompliziert aufgebaut. Während am unteren Hang um Quincey kalkige und sandig-mergelige Sedimente der unteren Jurazeit (Lias) hervortreten, bestehen die Mulde und die angrenzenden Höhenzüge aus Kalkgestein der mittleren Jurazeit. Das Gebiet wird von zahlreichen in Südwest-Nordost-Richtung verlaufenden Verwerfungen durchzogen. Der Untergrund ist verkarstet und an mehreren Orten treten Höhlen und Schächte auf (Gouffre du Frais Puits). Einziges nennenswertes oberirdisches Fließgewässer ist die Colombine. An deren südlichem Talrand entspringt die Quelle Champdamoy.
Nachbargemeinden von Quincey sind Frotey-lès-Vesoul im Norden, Colombe-lès-Vesoul und Villers-le-Sec im Osten, Neurey-lès-la-Demie und La Demie im Süden sowie Navenne und Vesoul im Westen.

## Geschichte
Das Gebiet von Quincey kann auf eine sehr lange Besiedlungsgeschichte zurückblicken. In der Höhle Trou de la Chèvre wurden Überreste gefunden, die auf die Anwesenheit des Menschen im Paläolithikum und im Neolithikum schließen lassen. Auch aus der Römerzeit sind Funde bekannt.
Im Mittelalter gehörte Quincey zur Freigrafschaft Burgund und darin zum Gebiet des Bailliage d’Amont. Die lokale Herrschaft hatte der Vicomte von Vesoul inne. Zusammen mit der Franche-Comté gelangte das Dorf mit dem Frieden von Nimwegen 1678 definitiv an Frankreich. Gegen Ende des 19. Jahrhunderts wurde Quincey mit der Eröffnung der Trambahnlinie von Vesoul nach Montbozon an das französische Eisenbahnnetz angeschlossen. Der Betrieb der Strecke wurde jedoch im 20. Jahrhundert wieder eingestellt. Heute ist Quincey Mitglied des 19 Ortschaften umfassenden Gemeindeverbandes Communauté de communes de l’agglomération de Vesoul.

## Sehenswürdigkeiten

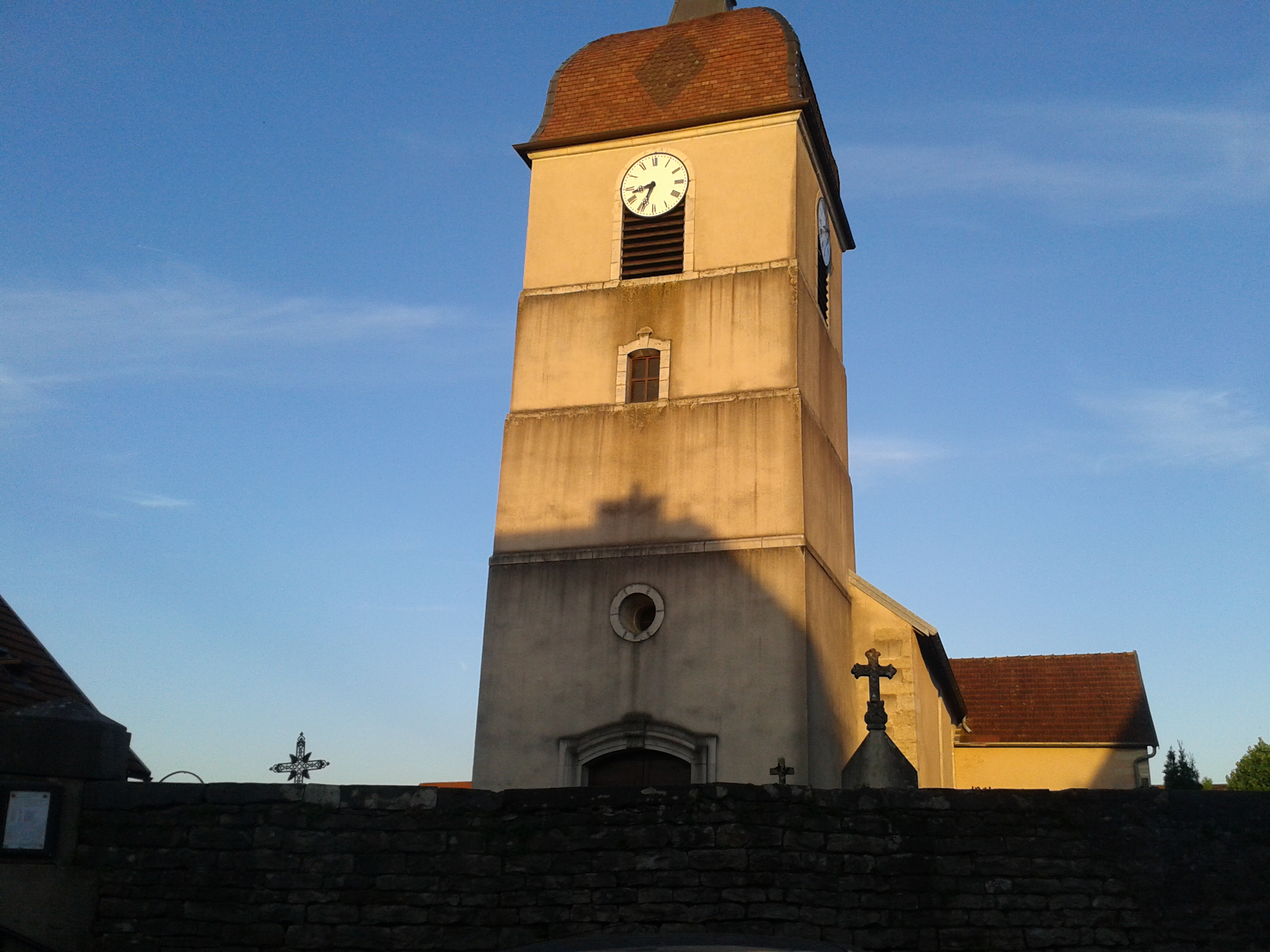
Kirche St. Peter und Paul

Die Dorfkirche St. Peter und Paul von Quincey wurde im 18. Jahrhundert neu erbaut, wobei der spitzbogenförmige Chorraum (16. Jahrhundert) des Vorgängerbaus mit einbezogen wurde. Zur Kirchenausstattung gehören barocke Statuen aus dem 18. Jahrhundert und ein Gemälde von Pascal Dagnan-Bouveret (1926).
Das Alte Schloss diente von 1245 bis 1609 als Herrschaftssitz und war zu Beginn des 20. Jahrhunderts Wohnsitz des Malers Dagnan-Bouveret.
Das Château Neuf war von 1610 bis 1789 Sitz der Herren von Mesmay. Im alten Ortskern sind zahlreiche Häuser aus dem 16. bis 18. Jahrhundert erhalten, die den traditionellen Stil der Haute-Saône zeigen. Zu den Natursehenswürdigkeiten der Region zählen das Tal der Colombine mit der Quelle Font de Champdamoy sowie der Gouffre du Frais Puits.

## Bevölkerung
| Jahr                       | 1962 | 1968 | 1975 | 1982 | 1990 | 1999 | 2006 |
| Einwohner                  | 408  | 433  | 709  | 1006 | 1124 | 1037 | 1184 |
| Quellen: Cassini und INSEE |      |      |      |      |      |      |      |

Mit 1359 Einwohnern (1. Januar 2022) gehört Quincey zu den mittelgroßen Gemeinden des Département Haute-Saône. Nachdem die Einwohnerzahl in der ersten Hälfte des 20. Jahrhunderts stets im Bereich zwischen 320 und 420 Personen gelegen hatte, wurde in der Zeit von 1968 bis 1982 ein kräftiges Bevölkerungswachstum verzeichnet. In dieser Zeit hat sich die Einwohnerzahl mehr als verdoppelt. Nach einem leicht rückläufigen Trend bis 1999 wurde seither wieder ein kontinuierlicher Anstieg der Bevölkerungszahl beobachtet.

## Wirtschaft und Infrastruktur
Quincey war bis weit ins 20. Jahrhundert hinein ein vorwiegend durch die Landwirtschaft (Ackerbau, Obstbau und Viehzucht) und die Forstwirtschaft geprägtes Dorf. Heute gibt es verschiedene Betriebe des lokalen Kleingewerbes, vor allem in den Branchen Baugewerbe und Feinmechanik. In den letzten Jahrzehnten hat sich das Dorf zu einer Wohngemeinde gewandelt. Viele Erwerbstätige sind deshalb Wegpendler, die in den anderen Ortschaften der Agglomeration Vesoul ihrer Arbeit nachgehen.
Der Ort ist verkehrstechnisch gut erschlossen. Sie liegt an der Hauptstraße D9, die von Vesoul nach Villersexel führt. Durch eine Umfahrung ist der Ortskern vom Durchgangsverkehr entlastet. Weitere Straßenverbindungen bestehen mit Frotey-lès-Vesoul und Neurey-lès-la-Demie. Quincey ist durch eine Buslinie mit der Stadt Vesoul verbunden.